# 사쿠라기촌 (에히메현)
사쿠라기촌(桜樹村)은 에히메현 슈소군에 설치되었던 촌이다. 현재의 사이조시, 도온시에 해당한다.